# هامیلتونین (مکانیک کوانتومی)

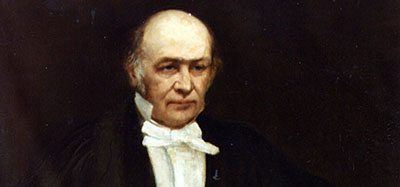
نقاشی سر ویلیام همیلتون ، اواسط قرن 19

برای عملگری در نظریهٔ کنترل، همیلتونیی (نظریه کنترل) را ببینید.
در مکانیک کوانتومی، همیلتونین (با نماد H)، مشاهده‌پذیری است که متناظر با انرژی کل سیستم است. در واقع همیلتونیین عملگر انرژی است و صورت عملگری تابع همیلتونیی در مکانیک کلاسیک است.
در فیزیک مقدماتی، معمولاً فرض زیر را در نظر می‌گیرند:
{\displaystyle H\left|a\right\rangle =E_{a}\left|a\right\rangle }
در صورتی که همیلتونیی یک عملگر هرمیتی باشد، انرژی عددی حقیقی خواهد بود.

## معادله شرودینگر
اگر {\displaystyle \left|\psi (t)\right\rangle } حالتی از سیستم در زمان t باشد:
{\displaystyle H\left|\psi (t)\right\rangle =\mathrm {i} \hbar {\partial  \over \partial t}\left|\psi (t)\right\rangle }
که در آن {\displaystyle \hbar } ثابت پلانک کاهیده‌است. این معادله با عنوان معادله شرودینگر نیز شناخته می‌شود (که حالتی مشابه معادله همیلتونی-ژاکوبی می‌دهد.)

## معادلات همیلتونیی
مقدار انتظاری همیلتونیی انرژی است که به صورت زیر تعریف می‌شود:
{\displaystyle \langle H(t)\rangle \ {\stackrel {\mathrm {def} }{=}}\ \langle \psi (t)|H|\psi (t)\rangle =\sum _{nn'}a_{n'}^{*}a_{n}\langle n'|H|n\rangle }